# Robert Pirès
Robert Emmanuel Pirès (n. 29 octombrie 1973, Reims, Franța) este un fost fotbalist francez, provenit din părinți de origine spaniolă și portugheză. De obicei, joacă pe postul de mijlocaș stânga, dar poate juca pe posturi din centrul terenului sau în suportul atacanților.
În mai 2010, Pirès a fost anunțat de Villarreal că trebuie să își caute un alt club., iar pe 13 noiembrie 2010 a semnat cu Aston Villa.

## Statistici

### Națională
| Franța | Franța  | Franța |
| An     | Meciuri | Goluri |
| ------ | ------- | ------ |
| 1996   | 3       | 1      |
| 1997   | 4       | 1      |
| 1998   | 14      | 1      |
| 1999   | 9       | 1      |
| 2000   | 10      | 2      |
| 2001   | 13      | 4      |
| 2002   | 1       | 0      |
| 2003   | 12      | 4      |
| 2004   | 13      | 0      |
| Total  | 79      | 14     |